# NGC 7108
NGC 7108 est une galaxie elliptique située dans la constellation du Verseau. Sa vitesse par rapport au fond diffus cosmologique est de 6 551 ± 23 km/s, ce qui correspond à une distance de Hubble de 96,6 ± 6,8 Mpc (∼315 millions d'al). NGC 7108 a été découverte par l'astronome allemand Albert Marth en 1864. Cette galaxie a aussi été observée par l'astronome français Édouard Stephan le 28 aout 1872 et elle a été inscrite au New General Catalogue sous la désignation NGC 7111.
Selon la base de données Simbad, NGC 7108 est une galaxie LINER, c'est-à-dire une galaxie dont le noyau présente un spectre d'émission caractérisé par de larges raies d'atomes faiblement ionisés.
En raison d'une brillance de surface égale à 14,35 mag/am2, on peut qualifier NGC 7108 de galaxie à faible brillance de surface (LSB en anglais pour low surface brightness). Les galaxies LSB sont des galaxies diffuses (D) avec une brillance de surface inférieure de moins d'une magnitude à celle du ciel nocturne ambiant.
À ce jour, deux mesures non basées sur le décalage vers le rouge (redshift) donnent une distance de 92,950 ± 11,384 Mpc (∼303 millions d'al), ce qui est à l'intérieur des valeurs de la distance de Hubble.